# Communauté de communes du Pays de Saint-Bonnet-le-Château
La communauté de communes du Pays de Saint-Bonnet-le-Château est une ancienne communauté de communes française, située dans le département de la Loire et la région Auvergne-Rhône-Alpes.

## Historique
La communauté de communes a été créée le 28 novembre 1996. 
Elle est dissoute le 1er janvier 2017. 
De cette dissolution, 4 communes (Aboën, Rozier-Côtes-d'Aurec, Saint-Maurice-en-Gourgois et Saint-Nizier-de-Fornas) rejoignent Saint-Étienne Métropole. Les quatorze autres rejoignent la communauté d'agglomération Loire Forez en fusionnant avec la communauté d'agglomération de Loire Forez et les communautés de communes du Pays d'Astrée et des Montagnes du Haut Forez.

## Composition
Elle était composée des communes suivantes :
| Nom                              | Code Insee | Gentilé        | Superficie (km2) | Population (dernière pop. légale) | Densité (hab./km2) |
| -------------------------------- | ---------- | -------------- | ---------------- | --------------------------------- | ------------------ |
| Saint-Bonnet-le-Château (siège)  | 42204      | Cacamerlots    | 1,87             | 1 568 (2014)                      | 839                |
| Aboën                            | 42001      | Abrienais      | 8,96             | 412 (2014)                        | 46                 |
| Apinac                           | 42006      | Apinaquois     | 15,35            | 426 (2014)                        | 28                 |
| La Chapelle-en-Lafaye            | 42050      | Chapelois      | 8,99             | 123 (2014)                        | 14                 |
| Chenereilles                     | 42060      | Chenereillois  | 8,97             | 516 (2014)                        | 58                 |
| Estivareilles                    | 42091      | Estivaliens    | 22,56            | 697 (2014)                        | 31                 |
| Luriecq                          | 42126      | Luriecquois    | 20,28            | 1 277 (2014)                      | 63                 |
| Marols                           | 42140      | Marolais       | 14,94            | 416 (2014)                        | 28                 |
| Merle-Leignec                    | 42142      |                | 16,17            | 316 (2014)                        | 20                 |
| Montarcher                       | 42146      | Archimontois   | 5,99             | 67 (2014)                         | 11                 |
| Rozier-Côtes-d'Aurec             | 42192      | Roziérois      | 13,89            | 456 (2014)                        | 33                 |
| Saint-Hilaire-Cusson-la-Valmitte | 42235      |                | 18,31            | 326 (2014)                        | 18                 |
| Saint-Jean-Soleymieux            | 42240      | Saint-Joinards | 16,47            | 848 (2014)                        | 51                 |
| Saint-Maurice-en-Gourgois        | 42262      | Gargomançois   | 31,83            | 1 770 (2014)                      | 56                 |
| Saint-Nizier-de-Fornas           | 42266      | Niziérois      | 15,88            | 669 (2014)                        | 42                 |
| Soleymieux                       | 42301      |                | 8,80             | 655 (2014)                        | 74                 |
| La Tourette                      | 42312      | Tourtous       | 5,65             | 562 (2014)                        | 99                 |
| Usson-en-Forez                   | 42318      | Ussonnais      | 47,24            | 1 492 (2014)                      | 32                 |

## Administration

### Présidence
| Période                                  | Période       | Identité         | Étiquette    | Qualité                                                                       |
| ---------------------------------------- | ------------- | ---------------- | ------------ | ----------------------------------------------------------------------------- |
| novembre 1996                            | avril 2014    | Bernard Fournier | RPR puis UMP | maire de Saint-Nizier-de-Fornas (1989-2001) sénateur de la Loire              |
| avril 2014                               | décembre 2016 | Iwan Mayet       | UMP          | maire de Saint-Maurice-en-Gourgois (2001-2014) conseiller général de la Loire |
| Les données manquantes sont à compléter. |               |                  |              |                                                                               |

### Compétences
La communauté de communes du pays de St Bonnet Le Château est compétente dans les domaines suivants : tourisme et culture, sports, communication, enfance, jeunesse et personnes âgées, habitat, urbanisme et économie, services techniques, ordures ménagères, SPANC (Service Public de l'Assainissement Non Collectif)
Cette structure intercommunale gère également le cinéma de St Bonnet le Château, la ludothèque, le relais petite enfance, l'office du tourisme, la déchetterie, la maison de l'enfance, la microcrèche ainsi qu'un hôtel d'entreprise (REZO).